# 三野乙益
三野 乙益（みの の おとます、生没年不詳）は、奈良時代の人。姓は臣。備前国津高郡津高郷の人。

## 概要
宝亀5年11月23日（774年12月30日）付の備前国津高郡菟垣村当地畠売買券に、同郷の漢部阿古麻呂から畑3段を購入したことが記されている。宝亀7年12月11日（777年1月24日）付の備前国津高郡津高郷陸田売買券にもその名が見える。